# Списък на депутатите в Петото велико народно събрание

## Списък на депутатите
- Председатели:д-р Стоян Данев,Марко Балабанов
- Подпредседатели:Михаил Маджаров,Иван Пеев-Плачков
- Депутати участвали в комисии:
- Христо Тодоров
- Димитър Яблански
- Петър Станчев
- Венедикт Попов
- Велчо Велчев
- Георги Згурев
- Д-р Андрей Ходжов
- Васил Ив. Димчев
- Георги Шиваров
- Харалампи Карастоянов
- Константин Кръстев
- Д-р Полихрон Нейчев
- Д-р Христо Мутафов
- Апостол Урумов
- Иван Толев
- Александър Димитров
- Атанас Буров
- Д-р Никола Радев
- Д-р Борис Вазов
- Илия Бобчев
- Стоян Е.Русев
- Стефан Калчев
- Д-р Никола Георгиев
- Хараламби Вълчанов
- Никола Козарев
- Д-р Христо Касъров
- Димитър Страшимиров
- В.П.Николов-адвокат
- Ванко Георгиев-адвокат
- Илия Янулов
- Панайот Г.Чорбаджиев
- Исмаил Екм.Алиев
- Никола Бешев
- Дамян Ц.Велчев
- Ненчо Ганев
- Костадин Генов
- Д-р Генчо х.Генов
- Александър С.Груев
- Петър Калинков
- Кирчо Т.Кирчов
- Панайот Кърджиев
- Цвятко К.Луканов
- Д-р К.Луканов
- Д-р К.Миланов
- Иванчо Илев
- Панайот Минчев
- Д-р Иван Момчилов
- Петко Момчилов
- Георги Ц.Недков
- Иван Недялков
- Георги Николов
- Спас Николов
- Станю Попов
- Никола Хр.Пулиев
- Иван Савов
- Иван Соколов
- Христо Цанев
- Станко Христов
- Атанас Цачев
- Ламби Ив.Цанков
- Ст.Ив.Цонев
- Филип Цветков
- Нено М.Чакъров
- Димитър Ценов
- Тончо Чиликов
- Петър Чернев
- Иван Шамарджиев
- Курти Д.Чолаков
- Петър К.Шипков
- Никола Шивачев
- Алекси Щерев
- Георги Шойлев
- Янко Г.Щерев
- Ст.Янкулов
- Гани Славчев
- М.Янков
- Иван Ив.Стойчев
- Георги Стойчев
- Д-р Ст.Христов
- Ц.П.х.Стойчев
- Милан Стоянов
- Иван Стоянов
- Къню Тенев
- Д-р А.Стрезов
- Киро Тодоров
- Господин Тодоров
- Димитър Тонев
- Георги Томчев
- Атанас Ц.Тричков
- Д-р Цоню Тотев-адвокат
- Руси Тончов -земеделец
- Яни Д.Топалов--търговец
- Хаим Фархи-търговец
- Ст.Трифонов-търговец
- Христо Хаджиев-адвокат
- Петър Филев-земеделец
- Мехмед Х.Хасанов-земеделец
- Боян Ханджиев-адвокат
- Георги Христодоров-търговец
- Д-р Тодор Хинков-адвокат
- Иван Русев-адвокат
- Богдан Рашев-адвокат
- Диньо Рашев-земеделец
- Атанас Савов-земеделец
- Афус Алиев-рентиер
- Стефанаки Хр.Савов(1854 Враца-,1930 Враца)-търговец,врачански борец за Освобождение,Ботев четник,лидер на Либералната партия във Враца,дядо на Стефан Д.Савов,председател на НС
- Е.Х.Салимов-търговец
- Ап.С.Хасанов
- Иван Симеонов-търговец
- Назиф Салимов-земеделец
- Атанас Славов-търговец
- Кирил Славов-търговец
- Слави Славов-търговец
- Петко Тодоров(Теодоров 1869г.Елена-1938 София)- минен инженер,кмет на София 1914-15г.
- Илия Т.Спасов търговец
- В.Стаменов-търговец
- Димчо Станев-търговец
- Кольо Сталев-земеделец
- Гаврил М.Старирадев-търговец
- Георги Старирадев -търговец
- Марин Стоилов -адвокат
- Коста Стефанов-аптекар
- Ст.А.х.Стойков -земеделец
- Юрдан Ив.Стоев-земеделец
- М.Петров-кръчмар
- Марко Петров-търговец
- Цеко Пешев-търговец
- Сюлейман Мемишев-учител
- Г.А.Пиков-търговец
- Д.Н.Пишманов-адвокат
- Д.Платиканов-земеделец
- Александър Г.Попов-търговец
- Иван Попов-земеделец
- Илия Попов-търговец
- Никола Ив.Попов-адвокат
- Тома Попов-търговец
- Ст.Попов-прошенописец
- Йордан Попов-адвокат
- Христо Н.Пулиев-търговец
- Петър К.Пулков-сараф
- Михаил Пъдев-търговец на дървен материал в Търговище,дядо на политическия журналист в САЩ-Михаил Д.Пъдев и прадядо на журналиста Петър Пъдев
- Власи Радоев-търговец
- Димитър Я.Радев-търговец
- Христо Панов-лозар
- Спиридон Радев-прошенописец
- Петко Расуканов-адвокат
- Боню Радев-земеделец
- Лазар Разпопов-земеделец
- Тодор Ноев-земеделец
- Нягол Ив.Няголов -земеделец
- Ст.Н.Овчаров-земеделец
- Тодор Н.Орлов-адвокат
- Мито Орозов(1859 Враца-1923 Враца)-индустриалец,производител на известните врачански каляски,кабриолети,файтони,ландо
- Марин Павлов-земеделец
- Христо Д.Павлов-пенсионер
- Малин Панев-адвокат
- Ст.Папанчев-търговец
- Антон Папазов-индустриалец
- Никола Панов-адвокат
- С.Панев-търговец
- Иван Парушев-земеделец
- П.М.Парапанов-адвокат
- Н.Паунов-земеделец
- П.С.Пашов-търговец
- Иван Ц.Паяков-търговец
- Иван Пецов-адвокат
- Александър С.Пенчев-земеделец
- Иван Пендов-земеделец
- Грозю Петков-търговец
- Богдан Петров-търговец
- Георги х.Петров-търговец
- Иван Петров-земеделец
- Тодор Михайловски -инженер
- Я.Михайлов-земеделец
- Марин Д.Мичорев-търговец
- Иван Младенов -земеделец
- Ст.Момчев-търговец Н.Монев-земеделец
- Нух Мустанов-бакалин
- Мехмед Ефендиев-търговец
- Андрей Муцев-аптекар
- Иван Мънзов-търговец,Русе
- Иван Нанков-земеделец
- Нако Г.Начов-търговец
- Н.В.Начов-адвокат
- Васил Наков-търговец
- Йорго Найденов-земеделец
- Димитър К.Нарлиев-прошенописец
- Сокол Д.Невлянски-търговец
- Ахмед бей Неджим Беев-търговец
- Н.Нетков-прошенописец
- Фильо Нетков-адвокат
- Дамян Ненов-търговец
- Първул Н.Първулов-търговец
- Недю Николов-търговец
- Раденко Николов-прошенописец
- Димитър Людсканов-фабрикант,Русе
- Г.Д.Маджаров-прошенописец
- Гаврил Цонков-търговец
- Кольо Малев-земеделец
- Цвятко Манолов-земеделец
- Ал.Д.Маринков-търговец
- Кр.Марков-търговец
- Ной Марков -адвокат
- Миндо Марчев-търговец
- Георги Мартинов-адвокат
- Цоньо Матев-земеделец
- Д.Матеев-търговец
- Исмаил х.Махмудов-търговец
- Петър Н.Мирачков-земеделец
- Мехмед Г.Месудов-земеделец
- Кольо Мидов-книжар
- Мито Миленков-земеделец
- Иван Минев-търговец
- Зафир Минчев -търговец
- Иван Минчев-прошенописец,село Главан,Харманлийска област(спр."Алманах на българската конституция" Петър Г.Бакалов изд.1911г.
- Бони Минчев-земеделец
- Никола Митков-земеделец
- Михаил Р.Михайлов-земеделец
- Минко Михайлов-земеделец
- Алиш Карахасанов-търговец
- Хам Керимов-земеделец
- Ст.Ив.Кескинов-търговец
- Иван Кирков-земеделец
- Благой Кирчев-адвокат
- Геню Киряков-земеделец
- Христо М.Киселички-ходатай
- Христо Ил.Ковачев-адвокат
- Стефан К.Калинкоев-търговец
- Андрей Конов-адвокат
- Кръстю А.Конов-земеделец
- Васил Константинов-адвокат
- Щерю Костадинчев-земеделец
- Харитон Куев
- Юрдан Кошев-адвокат
- Димитър Костов-земеделец
- Христо Косев-търговец
- Тодор М.Кратунски -търговец
- Иван Кривошиев-книжар
- Иван К.Кунчев-земеделец
- Добри Куруянев-земеделец
- Лазар Лазаров-адвокат
- Бочо П.Лачев-търговец
- Тодор П.Лингуров-земеделец
- Вълчо Енчев-земеделец
- Константин Енчев-търговец
- Иван Желев-земеделец
- Желчо Д.Желязов-търговец
- Д-р Д.Загоров-адвокат
- Д-р А.Златев-магистър фармацевт
- Анто Живков(Нешин,Нешов)-земеделец,околийски началник в гр.Енос,действал за водоснабдяване и благоустройство на родното си село Д.Лом
- Г.Т.Забунов-земеделец
- Атанас Иванов-земеделец
- Лазар Иванов-писател
- Никола Иванов-земеделец
- Юмер х.Ибрямов-земеделец
- Тодор Иванов-земеделец
- Г.П.Икономов-ходатай
- Димитър Икономов-адвокат
- Арсо Илиев-земеделец
- Иван Кожухаров-адвокат
- К.Илиев-адвокат
- Ст.Г.Камбуров-земеделец
- Никола Караджов-земеделец
- Крум х.Д.Карагьозов-търговец,предприемач
- Христофор Каракановски(1861-1938г.Русе) -пенсионер,полковник
- Иван Каранов((1851 Кратово-1928 София)-пенсионер ,учител,завършилРоберт колеж,Военно у-ще,славянска филология в Одеския университет
- Иван Карастоянов
- Гино Градинаров-търговец
- Коста В.Гърков-земеделец
- Ст.Гъбов-търговец
- В.Герасимов-търговец
- Д-р Петър Джидров
- Ст.Джуджев-адвокат
- Велю Диков-земеделец
- Боян Димов-земеделец
- Никола Димов-земеделец
- Тодор Димчев-търговец
- Георги Динев-търговец
- Димитър Добрев-пенсионер
- Добри К.Добрев-търговец
- Ради х.Добрев-търговец
- Георги Добринов Добринович(р.1858г.)-авокат
- Иван Дойков-земеделец
- Георги Долапчиев-адвокат
- Иван Дочев-търговец
- В.Дончев-земеделец
- Димитър Драгиев
- Илия Драсов-лозар
- Ал.Евсттиев-търговец
- Жико Еленков-земеделец
- Христо Еников -земеделец
- Цвятко Вучков-земеделец
- Игнат Вълчев-земеделец
- Атанас Каблешков-търговец,винопроизводител
- Тончо Върбин-земеделец
- Тодор Гаврилов-земеделец
- Янко Ганчев-кръчмар
- Петко Генов-търговец
- Ефтим Георгиев-търговец
- Кр.П. Георгиев-земеделец
- Лазар П.Георгиев-адвокат
- Марко Георгиев-адвокат
- Милан Георгиев-кръчмар
- Михалаки Георгиев-публицист
- Петко Георгиев-адвокат
- Петър Герганов-прошенописец
- Първан Гергов-земеделец
- Георги П.Геров-търговец в Русе,родом от Пирдоп,дарява 40 000 златни лв.за построяване на читалище в родния си град
- Пан.Герчев-земеделец
- Атанас Герчев-земеделец
- Д-р Петко Главинов-адвокат,Народната партия
- Ангел Горанов(1858 Батак-1924)-адвокат,завършил в Русия ,публицист,писател,с псевд.Бойчо,автор на "Възстанието и клането в Батак",осн."Бургаски в-к"
- Мито Гогов-земеделец
- Ст.Горанов-земеделец
- Иван х.Господинов-търговец
- Борис Хр.Бижев-търговец
- Димитър Биков-търговец
- Вандо х. Бобошевски-търговец
- Марко Бошков-адвокат
- Генчо Н.Бойчинов-търговец
- Ц.Бонев-пенсионер
- Ст.Н.Борсуков-търговец
- Осман Бошнаков-яйчар
- Петър Бояджиев-земеделец
- В.П.Боянов-търговец
- Димитър Бръчков-адвокат
- Пан.Бурмов-адвокат
- Иван Вазов
- Деко Ванков-търговец
- Иван Василев-земеделец
- Атанас Велев-адвокат
- Йонко Т.Веселинов-адвокат (р.16.12.1868г.Трявна)
- Юрдан Веселинов-търговец
- Георги П.Ветренски-земеделец
- Коста Витанов-търговец
- Власи Власковски
- Инчо К.Влахов-кръчмар
- Ж.М.Влашки-търговец
- А.Меизинов-търговец
- Георги Семерджиев-търговец
- Янко Симеонов-търговец
- Антон Страшимиров-писател
- Господин Ангелов-земеделец
- Д-р Юрдан Иванов-лекар
- Желяз Абаджиев
- Атанас Илиев-търговец
- Иван М.Абрашев-адвокат
- Мито Аврамчев-земеделец
- Велико Ангелов-земеделец
- Иван Андреев-търговец
- Станчо Андреев-земеделец
- Апти бей х. Беев търговец
- Атанас Арнаудов-търговец
- Янко х.Атанасов-адвокат
- Недялко Атанасов-земеделец
- Исмаил Ахмедов-търговец
- Д-р М.Багаров-търговец ,член на сконтовия съвет на БНБ,клон Пловдив
- Марко Балабанов
- Тодор Балабанов-търговец
- Христо Ив.Балабанов-фабрикант
- Иван Балтажиев-адвокат
- Милю Балтов-търговец
- Георги Губиделников
- Рашко Маджаров
- Димитър Йоцов
- Д-р Георги Гагов-адвокат
- Д-р Константин Помeнов
- Марко Турлаков
- Александър Стамболийски
- Д-р Йосиф Фаденхехт
- Ангел Томчев-адвокат
- Никола Савов-публицист,кмет на Враца 1923-25г.
- Константин Т.Ненков -адвокат
- Цанко Бакалов-публицист
- Иван С. Енев-адвокат
- Вълчо Георгиев-земеделец
- Атанас В.Изворов-писател
- Михаил Клисурски-търговец
- Григор х.Константинов(Тодоракев)р.1857г.Горна Оряховица-ум.13.05.1932г.-търговец
- Илия Георгов(1860Велес-1945 София)-публицист,завършил право в Прага
- Стефан П.Пипев(1871 Търново-1959 София)-търговец
- Еманоил Начев- комисионер
- Георги Ив.Кюмюров-търговец
- Стефан Консулов-банкер
- Георги Стоянов-търговец
- Георги Т.Пеев-публицист
- Петър Пешев-адвокат
- Кръстю Пастухов